# Schützengraben

Profilansicht eines Schützengrabens

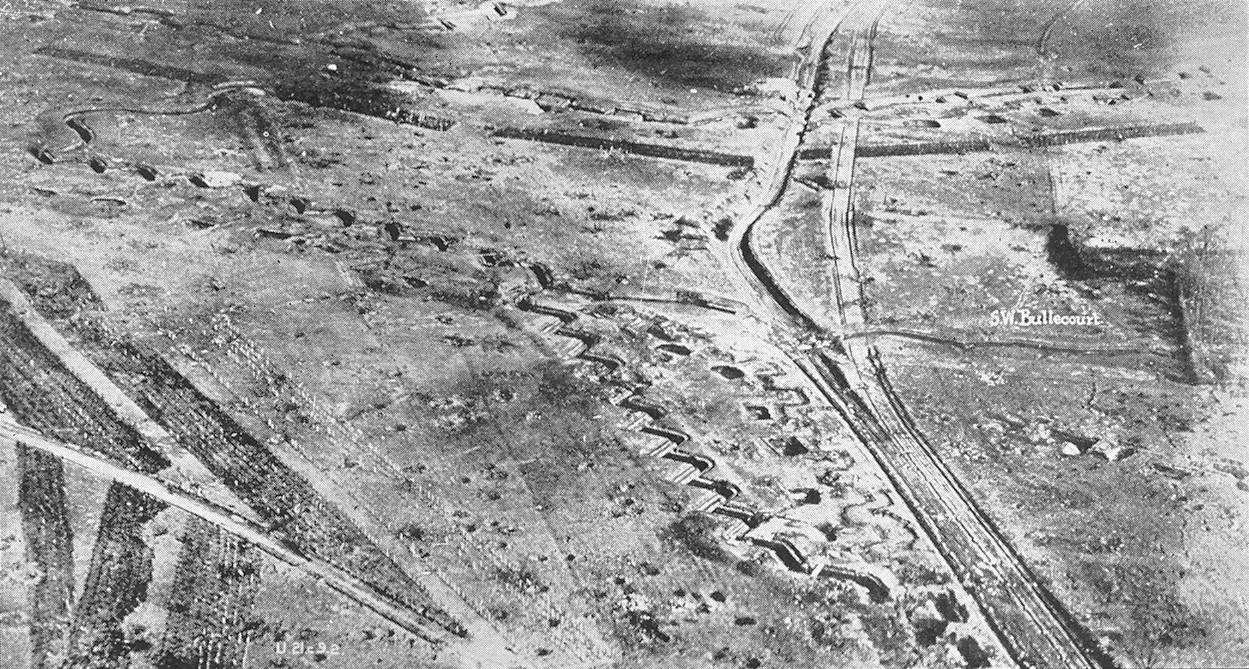
Schützengräben als Teil der Hindenburglinie im Ersten Weltkrieg

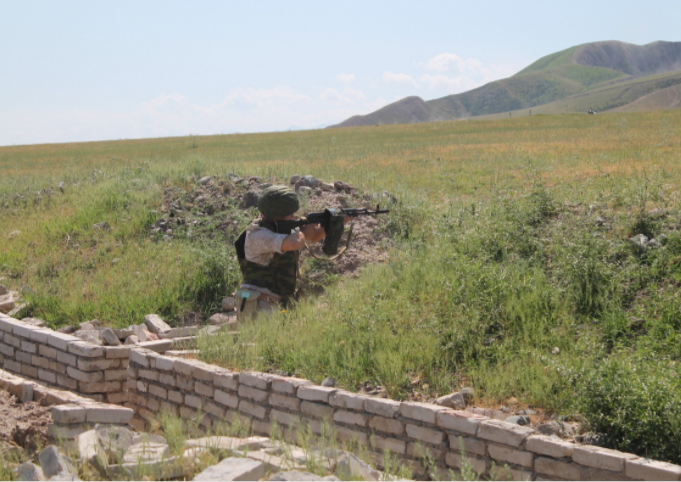
Ein mit Mauerwerk verstärkter Graben auf einem Truppenübungsplatz

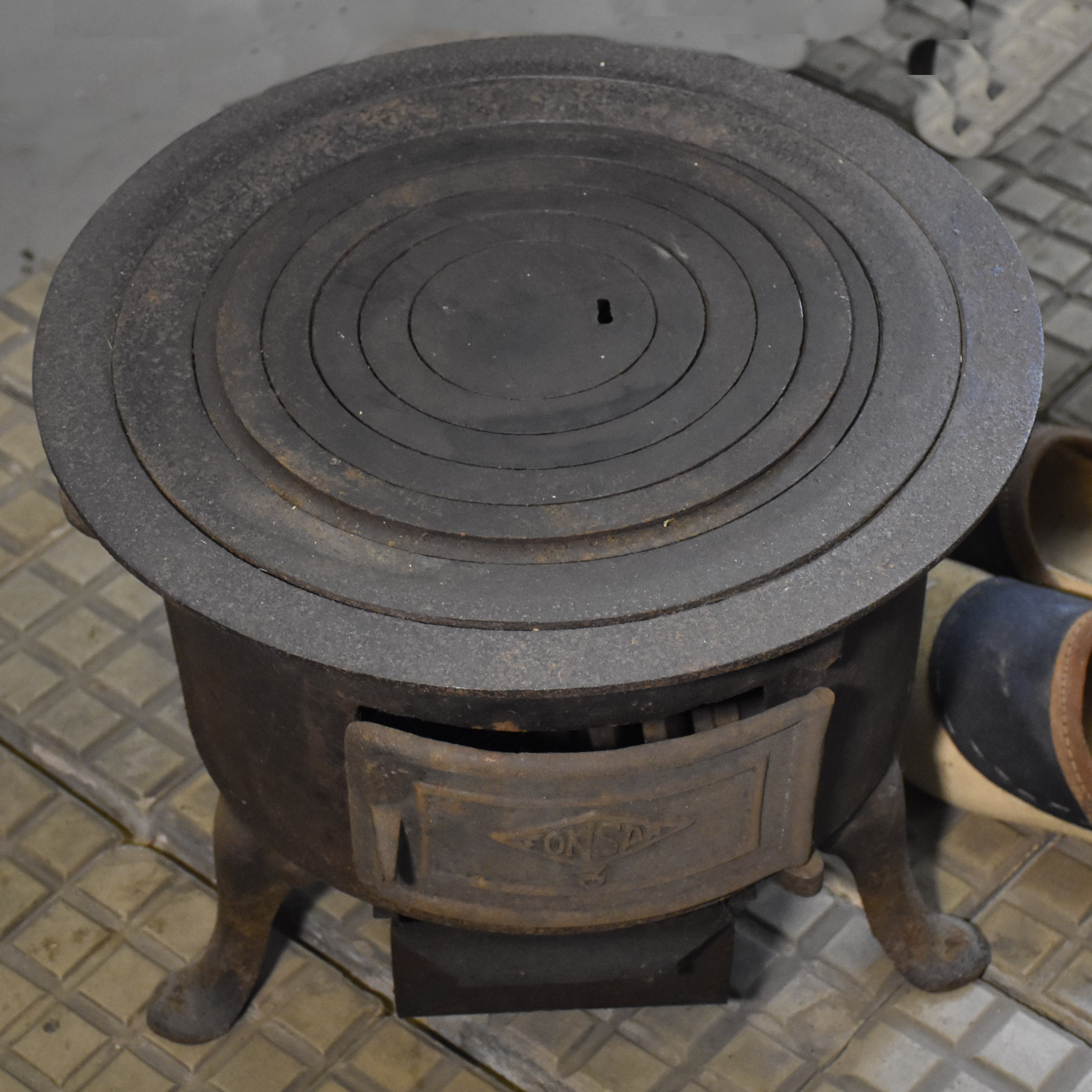
Schützengrabenofen für Koch- und Heizzwecke

Ein Schützengraben ist eine Form der Feldbefestigung, meist in Form eines winkeligen Grabens, der dem Schützen durch eine vorderseitige und rückwärtige Deckung zur sicheren Schussabgabe im Stehen oder Knien und zum Schutz vor Granaten und deren Splittern dient. Feldbefestigungen wurden bereits von den osmanischen Truppen bei der Belagerung von Candia auf Kreta 1648 und der Zweiten Wiener Türkenbelagerung 1683 in großem Stil angewendet und perfektioniert. Viele der verlustreichsten Schlachten in der zweiten Hälfte des Sezessionskrieges und während des Ersten Weltkrieges waren vom Grabenkrieg geprägt (siehe dazu auch Grabenkrieg im Ersten Weltkrieg).

## Erster Weltkrieg
Um beim Eindringen feindlicher Einheiten oder einem Granattreffer in den Graben mehr Schutz zu gewähren, wurden Schützengräben oft in Zickzack-Form (Splittergraben) gegraben.
In den verschiedenen Armeen waren unterschiedliche Profile vorgeschrieben. Die Situation vor dem Ersten Weltkrieg war dabei folgende:
| Armee        | Anschlaghöhe       | Deckungshöhe | Brustwehr | Sohlenbreite |
| ------------ | ------------------ | ------------ | --------- | ------------ |
|              | Kniende Schützen   |              |           |              |
| Deutsche     | 0,9 m              | 0,9 m        | 0,4 m     | 1,3 m        |
| Österreicher | 0,8 m              | 1,0 m        | 0,55 m    | 1,0 m        |
| Franzosen    | 0,8 m              | 0,8 m        | 0,5 m     | 1,3 m        |
| Italiener    | 0,8 m              | 0,8 m        | 0,45 m    | 1,6 m        |
|              | Stehende Schützen  |              |           |              |
| Deutsche     | 1,4 m              | 1,4 m        | 0,6 m     | 1,0 m        |
| Österreicher | 1,3 m              | 1,75 m       | 0,55 m    | 1,0 m        |
| Franzosen    | 1,1 m              | 1,1 m        | 0,6 m     | 1,2 m        |
| Italiener    | 1,25 m             | 1,25 m       | 0,7 m     | 1,4 m        |
|              | Verstärktes Profil |              |           |              |
| Deutsche     | 1,4 m              | 1,8 m        | 0,6 m     | 0,75 m       |
| Österreicher | 1,2 m              | 1,95 m       | 0,6 m     | 0,8 m        |
| Franzosen    | 1,3 m              | 1,35 m       | 0,8 m     | 1,0 m        |
| Italiener    | 1,25 m             | 1,8 m        | 0,7 m     | 0,6 m        |

Zum Auflegen der Arme beim Schießen wurde die innere Brustwehrböschung abgetreppt. Auf jeden Schützen wurde eine Schrittlänge des Schützengrabens berechnet.
Ziel dieser Gräben ist es, die Truppenverteilungen so vorzunehmen, dass die so sich dem Feind annähernden Soldaten möglichst vor dem Beschuss des Gegners geschützt sind. Gewünscht hierbei ist außerdem, dass die Truppenverschiebungen so vonstattengehen, dass der Gegner sie möglichst nicht bemerkt, bevor das Feuer eröffnet wird. Zu den Gräben gehören auch gestapelte Sandsäcke und ab 1873 auch Stacheldrahtverhaue (Spanischer Reiter). Das Hauptziel einer solchen Annäherung in einem Stellungskrieg an den Feind ist, einen taktischen Vorteil zu erzielen.
Zum Schutz der Zivilbevölkerung wurden als Weiterentwicklung des Schützengrabens Deckungsgräben eingesetzt.

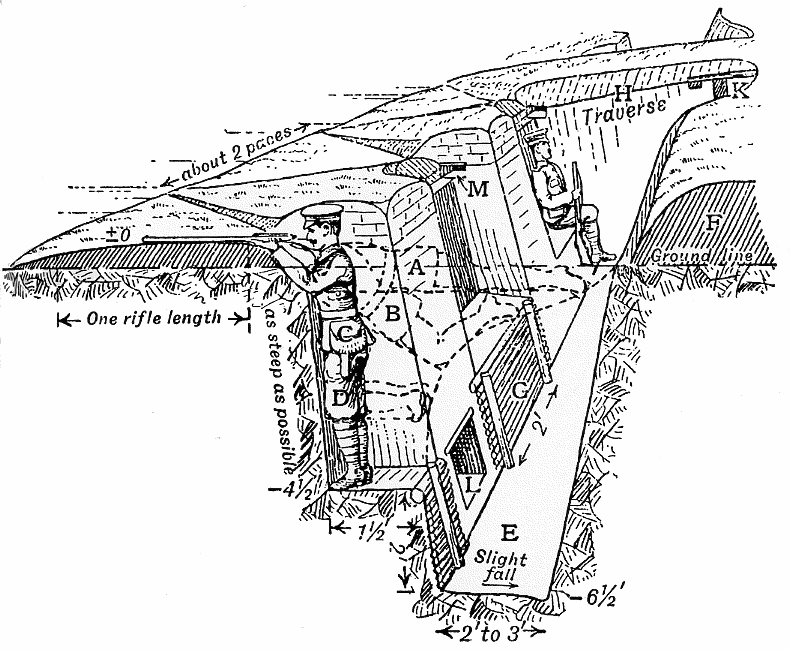
Aufbau eines Schützengrabens aus einem Handbuch für Infanterieeinheiten von 1914
Von den Briten eingenommener deutscher Laufgraben während der Schlacht an der Somme, Juli 1916
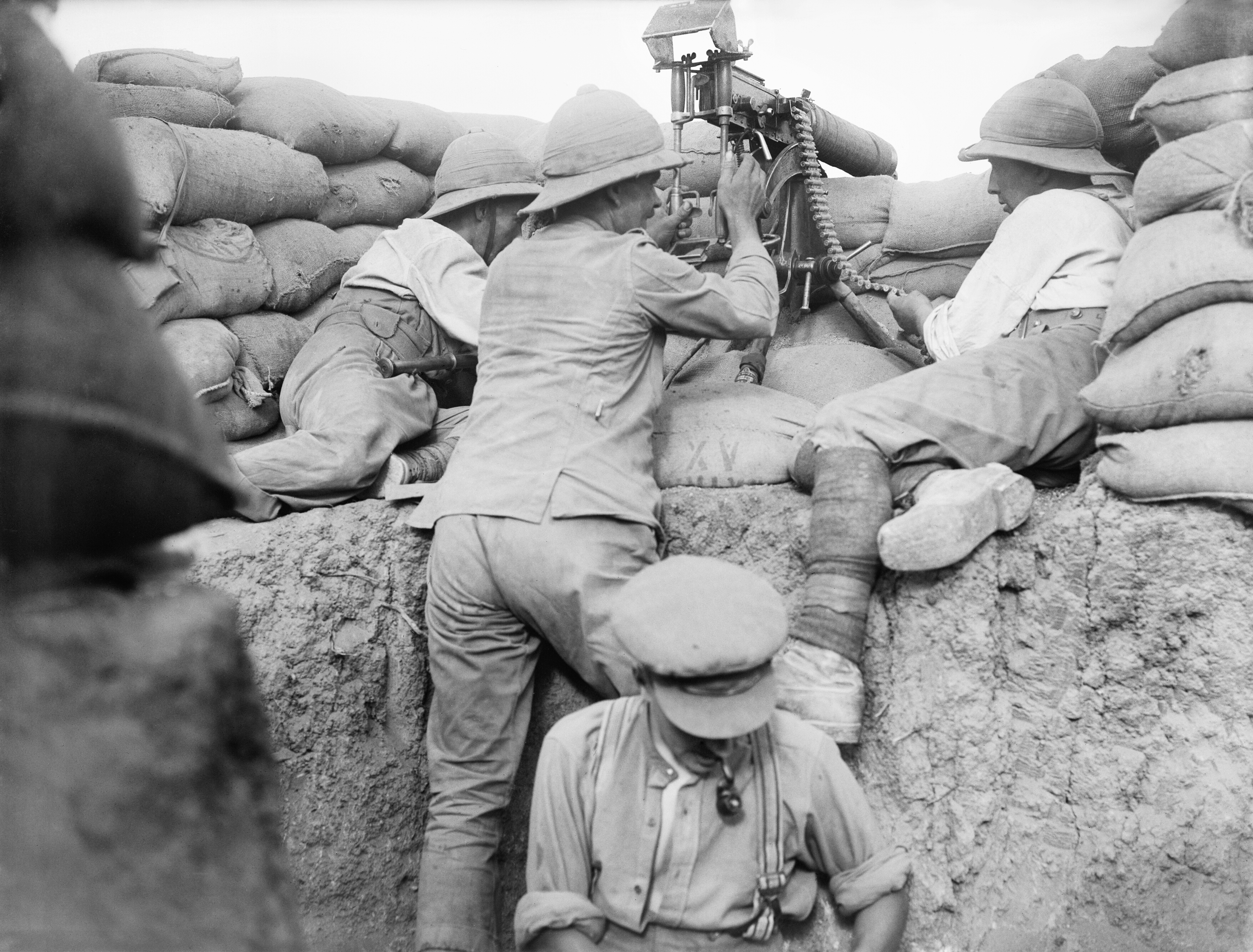
Britischer Soldat bedient Vickers-MG mit Periskop während der Schlacht von Gallipoli
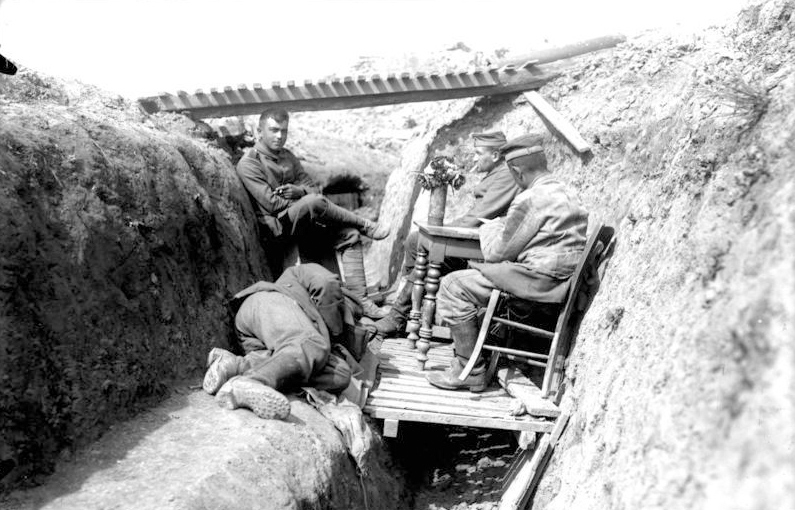
Deutsche Soldaten in Kampfpause im Schützengraben, Erster Weltkrieg
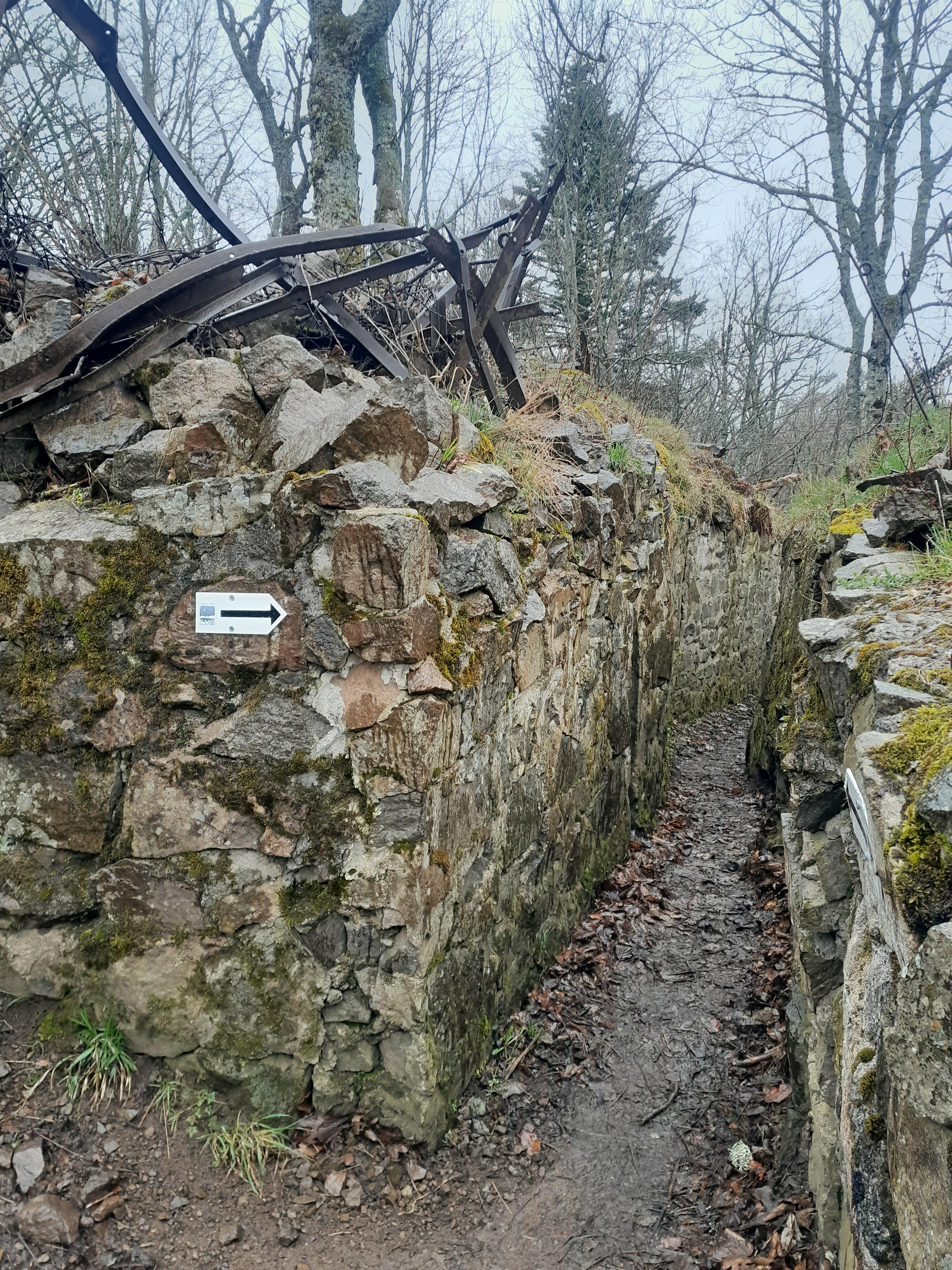
Schützengraben am Hartmannswillerkopf, ein Teil der Westfront während des Ersten Weltkrieges
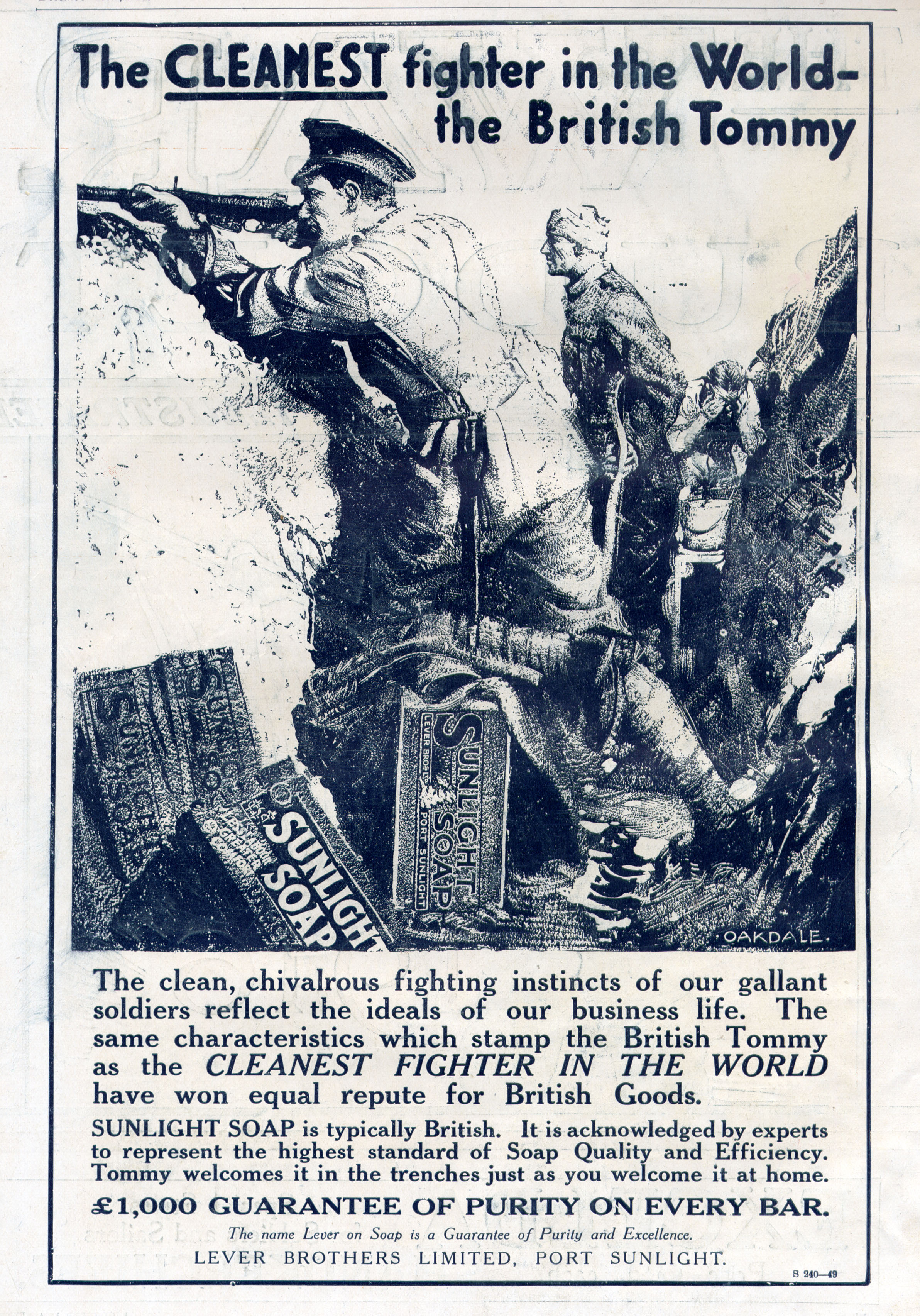
Seife für den britischen Schützengraben (Werbung von 1915)

## Arten von Feldbefestigungen
Das Wort Schützengraben wurde zu einem Synonym für alle Arten von Erdbefestigungen.
- Schützenmulde ist die kleinste militärische Erdbefestigung für einen Soldaten.
- Schützenloch ist eine Feldbefestigung für einen Soldaten, der Kampfstand für zwei Soldaten.
- Laufgräben sind innerhalb großer Stellungssysteme als Verbindungsgräben angelegt.